# Шевченко Сергій Григорович
Сергій Григорович Шевченко (нар. 1 лютого 1953, Дніпропетровськ) — український футболіст, нападник. Один з найкращих бомбардирів українського футболу 20-го століття.

## Життєпис
Народився 1 лютого 1953 року в Дніпропетровську. Футболом почав займатися в одній з місцевих спортивних шкіл.
1973 року дебютував у складі латвійського клубу «Звейнієкс» (Лієпая). Протягом 70-х років також захищав кольори клубів «Текстильник» (Іваново), «Рубін» (Казань), «Балтика» (Калінінград) і СКА (Львів). У складі львівських «армійців» став бронзовим медалістом чемпіонату УРСР.
1980 року став гравцем вінницької «Ниви». У 1984 році команда перемогла в українській зоні другої ліги (стала чемпіоном УРСР), тренував тоді команду Юхим Школьников. Ще двічі «Нива» займала другі місця (1981, 1985) і один раз третє (1983). Сергій Шевченко двічі ставав найвлучнішим гравцем турнірів: у сезоні 1981 забив у ворота суперників 22 м'ячі, а наступного року — на десяток більше. Разом з Пашою Касановим є найкращим бомбардиром команди за часів СРСР (по 127 голів).
1987 року перейшов до черкаського «Дніпра». Того сезону клуб здобув титул чемпіона України серед колективів фізичної культури і отримав путівку до української зони другої ліги на наступний сезон. В професіональному дивізіоні, за команду з Черкас, виступав до 1991 року. Всього провів 93 матчі, забив 35 голів. У цей час двічі залишав «Дніпро»: у сезоні 1989, на декілька місяців, повертався до вінницької «Ниви», а наступного року виступав у складі аматорського клубу «Хлібороб» (Чорнобай).
Всього у складах львівського СКА, вінницької «Ниви» і черкаського «Дніпра» провів 426 лігових матчів. Посідає третє місце у «Клубі Євгена Дерев'яги» — списку найрезультативніших гравців чемпіонату УРСР (у рамках другої ліги) — 171 гол.

## Досягнення
- Чемпіон УРСР (1): 1984
- Срібний призер (2): 1981, 1985
- Бронзовий призер (2): 1979, 1983
- Найкращий бомбардир чемпіонату УРСР (2): 1981 (22 голи), 1982 (32 голи)

## Статистика
| Сезон                    | Команда                  | Ліга                     | Ігри | Голи |
| ------------------------ | ------------------------ | ------------------------ | ---- | ---- |
| 1973                     | «Звейнієкс» (Лієпая)     | D3                       | 6    | 0    |
| 1974                     | «Текстильник»            | D2                       | 4    | 0    |
| 1974                     | «Звейнієкс» (Лієпая)     | D3                       | 2    | 0    |
| 1975                     | «Звейнієкс» (Лієпая)     | D3                       | 1    | 0    |
| 1976                     | «Рубін» (Казань)         | D2                       | 16   | 1    |
| 1977                     | «Рубін» (Казань)         | D2                       | 27   | 0    |
| 1978                     | «Балтика» (Калінінград)  | D3                       | 40   | 6    |
| 1979                     | СКА (Львів)              | D3                       | 33   | 6    |
| 1980                     | СКА (Львів)              | D3                       | 12   | 3    |
| 1980                     | «Нива» (Вінниця)         | D3                       | 31   | 12   |
| 1981                     | «Нива» (Вінниця)         | D3                       | 39   | 22   |
| 1982                     | «Нива» (Вінниця)         | D3                       | 46   | 32   |
| 1983                     | «Нива» (Вінниця)         | D3                       | 46   | 19   |
| 1984                     | «Нива» (Вінниця)         | D3                       | 34   | 14   |
| 1985                     | «Нива» (Вінниця)         | D3                       | 40   | 16   |
| 1986                     | «Нива» (Вінниця)         | D3                       | 36   | 10   |
| 1987                     | «Нива» (Вінниця)         | D3                       | 9    | 1    |
| 1988                     | «Дніпро» (Черкаси)       | D3                       | 50   | 22   |
| 1989                     | «Нива» (Вінниця)         | D3                       | 7    | 1    |
| 1989                     | «Дніпро» (Черкаси)       | D3                       | 30   | 13   |
| 1990                     | «Дніпро» (Черкаси)       | D3                       | 1    | 0    |
| 1991                     | «Дніпро» (Черкаси)       | D3                       | 12   | 0    |
| Усього в чемпіонаті УРСР | Усього в чемпіонаті УРСР | Усього в чемпіонаті УРСР | 426  | 171  |
| Усього за кар'єру        | Усього за кар'єру        | Усього за кар'єру        | 522  | 178  |